# أليس زينيتر
أليس زينيتر (بالفرنسية: Alice Zeniter) (مواليد 1986 في ألونسون)، هي كاتبة روائية فرنسية من أصول جزائرية، فازت بجائزة إنتر للكتاب.

## التعليم
تعلمت في مدرسة الأساتذة العليا.

## من مؤلفاتها المترجمة للعربية
- فن الخسارة (رواية)

## جوائز
حصلت على جوائز منها:
- جائزة رينودو لطلاب المدرسة الثانوية  [لغات أخرى]‏[6]
- Prix du Livre Inter [الإنجليزية]‏

## وصلات خارجية
- أليس زينيتر على موقع IMDb (الإنجليزية)
- أليس زينيتر على موقع ألو سيني (الفرنسية)
- أليس زينيتر على موقع أول موفي (الإنجليزية)
- أليس زينيتر على موقع قاعدة بيانات الفيلم (الإنجليزية)
- أليس زينيتر على موقع كينوبويسك (الروسية)